# لوئیس وین

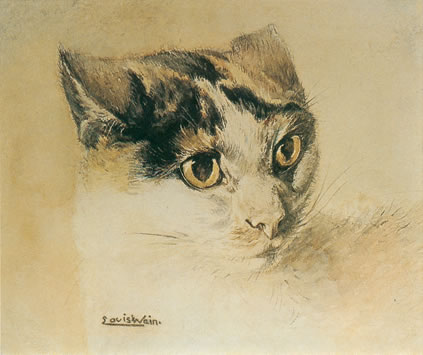
گربه‌ای واقع‌گرایانه از اوایل کار وین

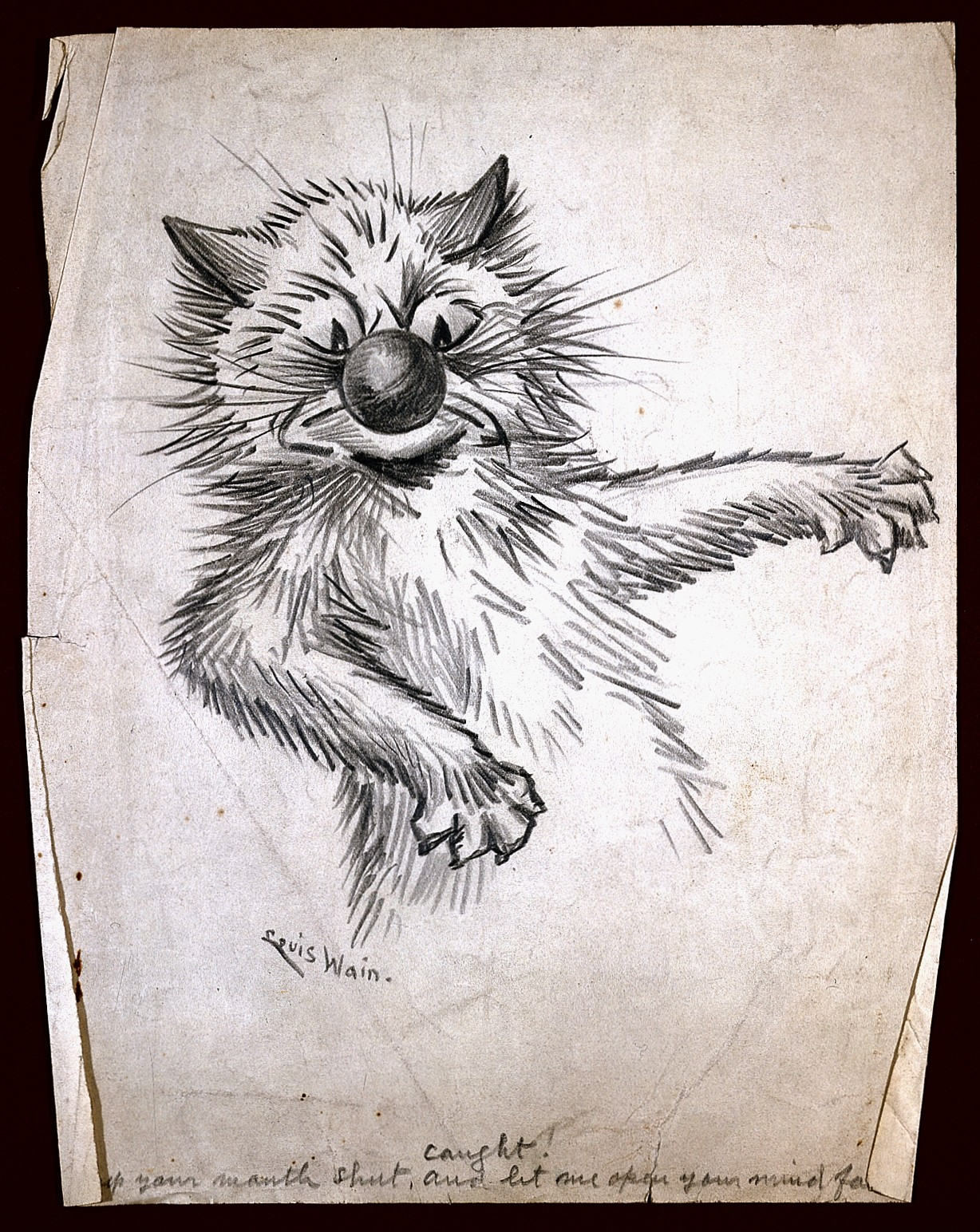
نقاشی توسط لوئیس وین با عنوان 'گرفتار! دهانت را ببند و بگذار ذهنت را برایت باز کنم

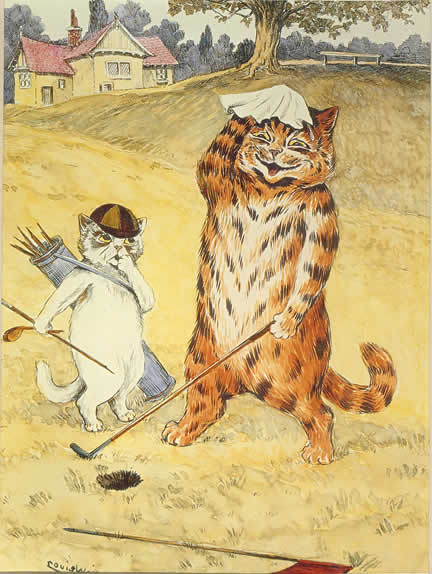
وین به خاطر گربه‌های انسان‌گونه معروف است.

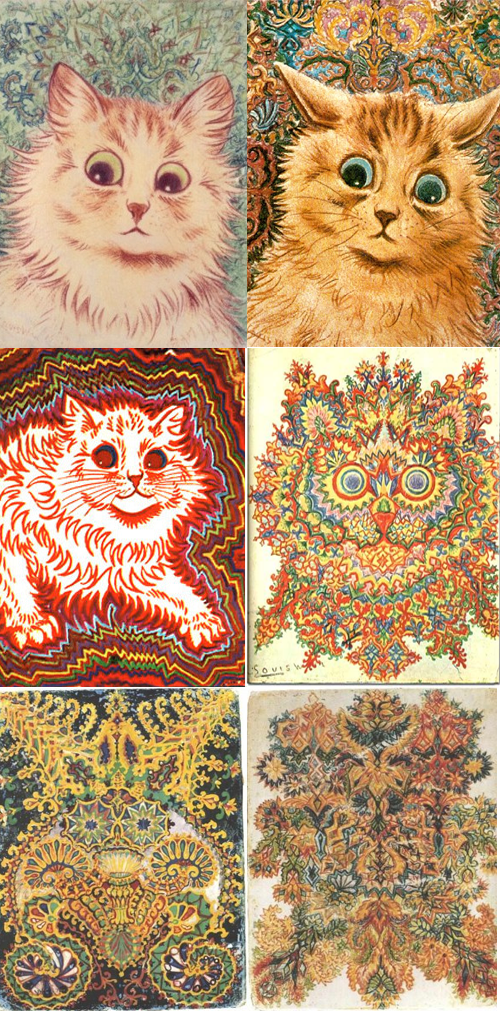
سبک‌های هنری مختلفی توسط لوئیس وین در طول زندگی خود در موسسات روانی مورد استفاده قرار گرفت. ترتیب زمانی مشخص نیست. برخی ممکن است در حال پیشرفت بوده و برخی دیگر شروع و تکمیل شده باشند.

لوئیس ویلیام وین (۵ اوت ۱۸۶۰–۴ ژوئیه ۱۹۳۹) یک هنرمند انگلیسی بود که بیشتر به خاطر نقاشی‌هایش که به‌طور مداوم گربه‌ها و بچه گربه‌های چشم درشت انسان‌انگاری‌شده را نشان می‌دادند شناخته شده بود. بعداً در زندگی، او در روان‌گسیختگی ذهنی محبوس شد و ادعاشد که از اسکیزوفرنی رنج می‌برد. این ادعا در بین متخصصان مورد مناقشه است. به گفته برخی از روان‌پزشک، شروع اسکیزوفرنی را می‌توان در آثار او مشاهده کرد.

## زندگی

### اوایل زندگی
لوئیس ویلیام وین در ۵ اوت ۱۸۶۰ در کلارکنول لندن به دنیا آمد. پدرش، ویلیام متیو وین، یک تاجر پارچه و گلدوزی بود. مادرش، فلیسیا ماری/ژولی فلیسی (بوته) فرانسوی بود. او اولین فرزند از شش فرزند و تنها فرزند پسر بود. هیچ‌یک از پنج خواهر او هرگز ازدواج نکردند. در سن سی سالگی، کوچک‌ترین خواهرش گواهی دیوانگی را دریافت‌کرد و در تیمارستان پذیرفته‌شد. خواهران باقی‌مانده درطول عمر خود با مادرشان زندگی کردند، همان‌طور که لوئیس در اکثریت عمرش زندگی کرد.
وین با لب شکری متولدشد. پزشک به پدر و مادرش گفت که تا ده سالگی نباید او را به مدرسه فرستاد یا آموزش داد. او اغلب از مدرسه فراری بود و بیشتر دوران کودکی خود را در سرگردانی در لندن گذراند. او بعداً در مدرسه هنر غرب لندن تحصیل‌کرد و درنهایت برای مدت کوتاهی در آنجا معلم‌شد. در سن ۲۰ سالگی، پس از مرگ پدرش در سال ۱۸۸۰، او برای حمایت از مادر و پنج خواهرش، از خانه نقل مکان کرد و اتاقی مبله اجاره‌کرد که درسال ۱۸۸۱ اولین نقاشی خود «گاو نر روی بوته‌های لورل» را در اخبار ورزشی و نمایشی مصور، منتشرکرد.